# Дрест VII
Дрест VII — король пиктов в 724 — 726 годах или в 729 году.

## Биография
Дреста VII упоминают «Анналы Ульстера» и «Анналы Тигернаха» как «отец Дрест». В сообщении о нём в «Хронике пиктов» применён оборот «Дрест и Элпин». Возможно, он имел родство с Нехтоном III (племянник, зять или двоюродный брат Нехтона). Возможно, что Дрест VII был сыном Талорга мак Гростана.
В 725 году сын Дреста VII был заключён в тюрьму, но неизвестно кем. В 726 году сам Дрест заключил в тюрьму Нехтона III. В ответ на это Альпин I сверг Дреста VII.
В 728 году Альпин I, Энгус I, Дрест VII и Нехтон III были вовлечены в борьбу за пиктский трон. В 729 году в одном из сражений Дрест был убит (возможно в Драмдерге).